# Cellar Darling
A Cellar Darling egy svájci folk rock/folk metal/alternatív metal zenekar. A tagok Winterthur, illetve Luzern városokból származnak. 2016-ban alakultak meg. Az együttest az Eluveitie korábbi énekesnője, Anna Murphy alakította. A másik két tag, Merlin Sutter és Ivo Henzi is az Eluveitie-ben játszottak. Lemezkiadójuk: Nuclear Blast.

## Tagok
- Anna Murphy - éneklés, tekerőlant (2016-)
- Ivo Henzi - gitár, basszusgitár (2016-)
- Merlin Sutter - dobok (2016-)

További tagok:
- Shir-Ran Yinon - hegedű (2016-2017)
- Brendan Wade (2016-2017)
- Fredy Schnyder - zongora (2016-2017)
- Ralfi Kirder - basszusgitár (2016)
- Nicolas Winter - basszusgitár (2017)

## Diszkográfia
- This Is the Sound (2017)
- The Spell (2019)